# Okunino (jezioro)
Okunino (także Okunie) – jezioro na Równinie Gorzowskiej, położone w województwie zachodniopomorskim, w powiecie myśliborskim, w gminie Barlinek.
Jego powierzchnia wynosi 39,54 ha, a maksymalna głębokość 18,5 m. Nieopodal jeziora znajduje się wieś Okunie.